# Discurs de gratitud al poble

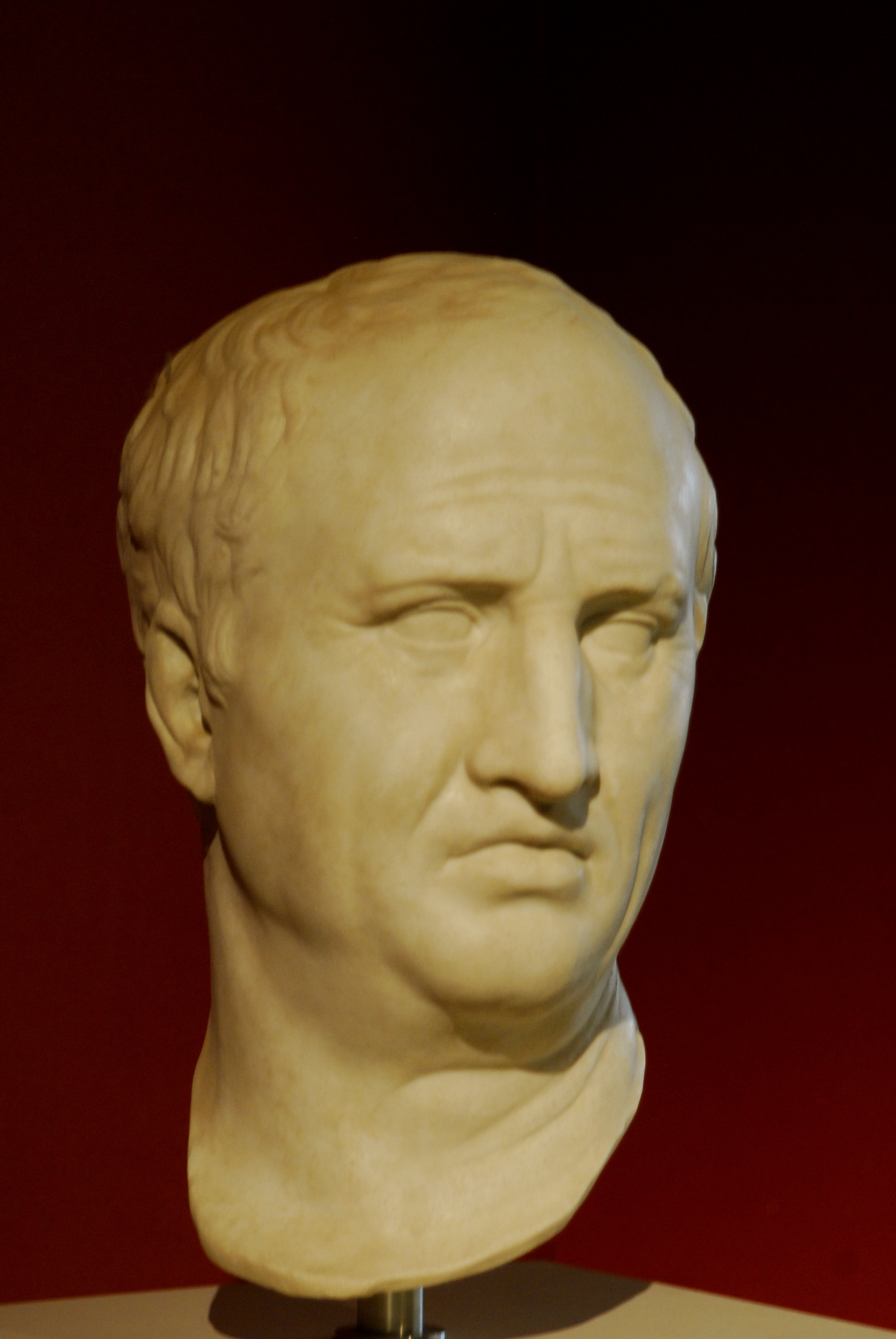
Bust de Marc Tul·li Ciceró Cònsul de la República de Roma 1 de gener de 63 a.C. - 1 de gener de 62 a.C. Nascut el 3 de gener de 106 a.C. a Arpino Mort el 7 de desembre de 43 a.C. a Formia

Discurs de gratitud al poble (en llatí: Post Reditum ad Quirites o Cum Populo Gratias Egit) és un discurs pronunciat per l'escriptor i polític Marc Tul·li Ciceró a la seva arribada a Roma l’any 57 aC, després del seu exili. Es desconeix el dia exacte que fou pronunciat però s'accepta com a data el dia 7 de setembre a causa d’una carta dirigida a Àtic: on es menciona aquest discurs. L’orador s'adreça al poble romà, els quirits, per agrair-los la rebuda en arribar a la seva pàtria i fa ressaltar els grans sentiments de benvolença cap als ciutadans que han demanat el seu retorn. Aquest discurs és el segon d’una sèrie de quatre discursos juntament amb Post reditum in senatu, De domo sua i De haruspicum responis.

## Context
A principis de l’any 58 aC el tribú de la plebs Publi Clodi Pulcre, destacat membre del partit popular que defensa els interessos de Juli Cèsar durant la seva absència en les Campanyes de la Gàl·lia, va emprendre tot un seguit d’accions destinades a destruir les darreres temptatives de resistència del partit conservador. El primer objectiu fou Ciceró, que tenia el suport de gran part de la ciutadania, magistrats, els triumvirs i tot Itàlia; per tant la seva presència resultava enutjosa a causa del testimoni de Ciceró contra Clodi en els escàndols de Bona Dea. La Lex Clodia de capite civis Romani (Llei Clodia sobre la condemna a mort d'un ciutadà romà), la qual estipulava la pena d’exili a tots aquells que havien aprovat una sentència de mort sense donar la provocatio ad populum, és a dir, el dret de cada ciutadà a Roma que consistia a apel·lar al poble i que aquest sol·licités la revocació de la condemna. Aquesta llei no fou promulgada explícitament per a Ciceró, però aquest fou clarament l’objectiu, ja que en el 63 a. C. participà en el judici de Catilina sense apel·lació al poble. D’aquesta manera, amb la Lex Clodia vigent i els enemics polítics que tenia, Ciceró va ser el primer a ser exiliat i els seus béns foren confiscats tot i ser recolzat per Luci Ninni Quadrat, tribú de la plebs d’aquell any, qui es va oposar a l'exili i que a primers de juny presentà una moció per al seu retorn. No va ser l’única, ja que al 57 a. C. vuit tribus de la plebs encapçalats per Quint Fabrici proposaren una llei per al seu retorn que fou obstaculitzada per Clodi.

## Estructura
El discurs té una estructura pròpia diferent a l'estructura bàsica dels discursos que el mateix Ciceró definí, ja que no és un discurs de defensa o atac, sinó d'agraïment i benevolència.

### Exordium
- Paràgrafs I-V: El discurs comença amb l'exordium o la captatio benevolentiae, on, invocant el déu romà Júpiter, a qui anomena Òptim i Màxim, epítets que el poble romà li atribuí, Ciceró expressa els seus sentiments de gratitud infinita al poble pels favors que ha rebut i manifesta el goig immens que ha sentit en retrobar els seus fills, el seu germà, les seves amistats i els seus béns. Expressa el seu interès pel benestar del poble i recorda les súpliques que dirigí als déus. Valora molt més que abans els honors i béns que ha retrobat i també tot el que té de bo Itàlia i que ell havia enyorat molt (I-IV). Ciceró es presenta com un salvador, car ell no ataca als enemics amb armes, sinó amb paraules. D’aquesta manera, la captatio benevolentiae finalitza demanant que se li torni el bé que va fer a la República anteriorment, referint-se a la conspiració de Catilina. També dona les gràcies al seu germà Quint Tul·li Ciceró per haver estat al seu costat, als seus amics i a la seva família (V). L’autor se’ns presenta com un home que ha patit la nostàlgia que li produïa estar lluny dels seus.

### Narratio
- Paràgrafs V-XVII: En el desenvolupament del discurs compara amb les gestions que es feren per al retorn d'altres exiliats polítics com Publi Pompili, Quint Metel i Gai Mari; i aprofita per afegir que aquest últim, en la seva venjança va fer ús de les armes; i es compara dient que ell emprarà les paraules (V). També fa al·lusió a l’ajuda del seu germà i del seu gendre Gai Pisó (VI-VII), amb mots plens de sentiment i afecte per la resta de la família, sobretot per a la seva dona Terència i als seus fills, que fa molt que no veu (VIII). Expressa també la satisfacció per haver-se retrobat a si mateix i agraeix el suport que li prestaren gran nombre de persones de prestigi i el que li prestà tot Itàlia (IX-XIII). Finalment, parla sobre la situació crítica de la república i mostra la seva confiança en Publi Lèntul i en els altres compatriotes que li mostraren la seva benevolència (XIV-XVII).

### Peroratio
- Paràgrafs XVIII-XXIV: Ciceró resum el discurs renovant l’acció unànime dels homes i dels déus. Recorda l’actitud de Mari davant dels seus enemics, i conclou prometent que no dictaminarà venjança sinó que passarà la resta de la seva vida vetllant pel bé de la República (XVII-XXI). Finalment Ciceró agraeix al poble romà la nova oportunitat de col·laborar amb la República tenint cura d'aquesta (XXI-XXIV).

## Temes i continguts
El discurs tracta diferents temes; 
- Reconeixement al poble pels favors que n’ha rebut i fa ressaltar els grans sentiments de benevolència dels ciutadans que han advocat pel seu retorn.
- Recorda esdeveniments dels darrers anys, relacionats amb la seva partença i amb el seu restabliment.
- Esmenta alguns exiliats polítics, reclamats pels comicis, com Popili, Mari i Metel, on aprofita per insistir en les accions desfavorables dels cònsols Gabini i Pisó i del càstig que mereixen els homes malvats.

Ciceró posa tot el seu talent lingüístic en aquest discurs per a colpir de sentiments als seus oïdors. Veiem llavors un Ciceró que ha aconseguit conciliar la lloança al poble i als seus amics amb l’apologia personal.

## Resultat del discurs
Com a conseqüència d'aquest discurs, l’orador va tornar immediatament la seva activitat com a lletrat en els processos contra Publi Sesti i Cecili, implicats en els disturbis provocats per les bandes de Clodi i Miló. El senat va indemnitzar a Ciceró amb dos milions de sestercis, però no va poder recuperar les terres, ja que Clodi va erigir allà un temple i fou considerat com a territori sagrat. Clodi va acusar Ciceró de sacrilegi pel fet de voler demolir el temple i recuperar les seves terres, i fins i tot va obstaculitzar la reconstrucció de la seva casa i manà cremar la casa del germà. Pompeu intervingué per a restaurar l’ordre.

## Transmissió textual
El text dels quatre discursos que Ciceró pronuncià després de l'exili, i relacionats amb aquests, ens ha estat transmès per un bon nombre de manuscrits, dels quals el més antic i el que hom considera el millor és el Parisinus 7794, de la segona meitat del segle IX. A més dels quatre discursos del present volum en conté uns altres cinc, pronunciats els anys 57-56 a.C. El monjo J. Perion (1497-1557) el portà de Tours al col·legi de Montagu, a París; vers l’any 1622 el còdex passa a la Bibliothèque Royale, avui dia Nationale, on es conserva. Durant molt de temps es posà en dubte l’atribució d’aquests discursos a Ciceró. Fou J. Markland el qui l’any 1745 aclarí la polèmica al·legant alguns elements no ciceronians respecte a contingut i estil. Més tard, l’any 1801, F. A. Wolf i també C. L. Kayser en l'edició de les obres ciceronianes es planteja la qüestió de l’autenticitat. Altres filòlegs, però, basant-se en testimonis del mateix orador, dels escriptors de l’antiguitat i dels discursos mateixos, han refutat que aquests siguin apòcrifs. Finalment la seva autenticitat és acceptada perquè els sentiments i les idees que s'hi troben es corresponen amb el caràcter de Ciceró i amb les formes d’expressió emprades en molts dels seus escrits.